# Colosul din Rodos (film)
Colosul din Rodos (titlu original: Il Colosso di Rodi) este un film italian peplum din 1961 regizat de Sergio Leone. Rolurile principale au fost interpretate de actorii Rory Calhoun, Lea Massari, Georges Marchal și Ángel Aranda.
Filmul prezintă o poveste fictivă despre insula Rodos în timpul perioadei sale clasice la sfârșitul secolului al III-lea înainte de intrarea sa sub control roman, folosind Colosul din Rodos ca fundal pentru povestea unui erou de război care devine implicat în două intrigi diferite pentru a răsturna un rege tiranic: una a patrioților din Rodos, iar cealaltă pusă la cale de către agenți fenicieni. 

## Distribuție
- Rory Calhoun – Darios
- Lea Massari – Diala
- Georges Marchal – Peliocles
- Conrado San Martín – Thar
- Ángel Aranda – Koros
- Mabel Karr – Mirte
- Mimmo Palmara – Ares
- Roberto Camardiel – regele Xerxes
- Alfio Caltabiano – Creonte
- George Rigaud – Lissipos